# Hans Neumann
Hans Neumann, né le 29 novembre 1888 et mort le 19 novembre 1960, est un lithographe et publicitaire autrichien.

## Biographie

### Formation
Après des études à l'école des arts graphiques Graphische Lehr und Versuchsanstalt et à l'Académie des Beaux-Arts de Vienne durant lesquelles il reçut une formation en lithographie, Hans Neumann se rendit à Berlin, qui à cette époque était un centre animé de l'art. 

### Carrière
Quand il retourna à Vienne, il créa son propre studio publicitaire qui devint rapidement une agence de publicité. Il réalisa de nombreuses affiches pour des festivités, des foires, des salons, des bals et pour des spectacles donnés par des artistes nationaux ou internationaux (notamment la revue de Joséphine Baker). Il conçut également des affiches de cinéma pour de nombreux films. 
En 1919, après la Première Guerre mondiale, il installe son Studio Hans Neumann sur Stock-im-Eisen-Platz, dans le centre de Vienne. Hans Neumann élargit son offre commerciale en proposant la conception d'affiches publicitaires pour des produits industriels, des brochures, des enseignes électriques au néon pour les magasins. Il réalisa également des publicités pour différents sports et rencontres sportives, ainsi que la publicité pour les lignes de chemin de fer. Il réalisa les pages de couvertures pour des partitions musicales. Enfin il conçut des designs d'intérieur (mobiliers et ensemble architectural). 
En 1925, Hans Neumann remporta le concours international pour la conception de l'affiche, lors de la foire de Leipzig. 
En 1938, il dut fuir son pays après l'Anschluss et l'arrivée au pouvoir du régime nazi en Autriche. Il émigra à Londres, puis s'embarqua pour Sydney, en Australie, où il s'établit en tant que graphiste, sous le nom de Hans Newman. 
En 1957, il revint en Autriche. Il est mort à Vienne le 19 novembre 1960.